# Гора (Полтавський район)
Го́ра — село в Україні, у Щербанівській сільській громаді Полтавського району Полтавської області. Населення становить 767 осіб. До 2017 орган місцевого самоврядування — Щербанівська сільська рада.

## Географія
Село Гора знаходиться на правому березі річки Ворскла, вище за течією примикає село Нижні Млини, за 1,5 км місто Полтава. Примикає до села Шмиглі. Річка в цьому місці звивиста, утворює лимани, стариці та заболочені озера.

## Історія
12 червня 2020 року, відповідно до розпорядження Кабінету Міністрів України № 721-р «Про визначення адміністративних центрів та затвердження територій територіальних громад Полтавської області», село увійшло до складу Щербанівської сільської громади.
19 липня 2020 року, в результаті адміністративно - територіальної реформи та ліквідації Полтавського району(1925-2020), село увійшло до складу новоутвореного Полтавського району.

## Населення

### Мова
Розподіл населення за рідною мовою за даними перепису 2001 року:
| Мова            | Кількість | Відсоток |
| --------------- | --------- | -------- |
| українська      | 683       | 89.05%   |
| російська       | 76        | 9.91%    |
| білоруська      | 6         | 0.78%    |
| румунська       | 1         | 0.13%    |
| інші/не вказали | 1         | 0.13%    |
| Усього          | 767       | 100%     |